# Le Monde des non-A
Le Monde des non-A (titre original : The World of Null-A), aussi titré Le Monde des Ā (The World of Ā), est un roman de science-fiction écrit par A. E. van Vogt et publié en 1945, traduit en français en 1953 par Boris Vian.
Œuvre majeure de van Vogt, ce roman est devenu un best-seller dont la notoriété a dépassé celle de son auteur, étant le seul de ses ouvrages connu des lecteurs non spécialisés en science-fiction. Il a donné lieu à deux suites : Les Joueurs du Ā (1956) et La Fin du Ā (1984), clôturant ainsi le Cycle du Ā.
Le roman incorpore des concepts de la sémantique générale d'Alfred Korzybski. Le terme « Ā » — qui se dit « non-a » — fait référence à une logique non aristotélicienne.
L'édition française du roman contient une postface de l'auteur, justifiant les modifications apportées après la première édition. Cette même postface précise les liens avec la sémantique générale et commente l'accueil critique fait au roman lors de sa première parution.

## Résumé
Dans un futur proche, la société terrienne est régie par une élite politique et technique possédant des conceptions philosophiques évoluées, non aristotéliciennes. Tous les postes de pouvoirs sont remis en jeu régulièrement grâce à un système de « jeux » (examens) opérés dans la Cité des jeux, sous la supervision de la Machine des jeux, un supercalculateur gigantesque.
Un homme, Gilbert Gosseyn (prononcé comme le terme anglais « go sane »), entraîné pour les Jeux et désireux de concourir pour accéder à l'élite, se trouve subitement refoulé alors qu'il concourt dans la Cité des jeux. Il se rend compte que son passé, une fois filtré, n'est qu'illusion. Se trouvant alors en position difficile dans la ville moderne et hyper-contrôlée, il part à la recherche de son identité réelle.
Dans cette quête, il rencontre des membres de l'élite active dont certains lui apportent une aide capitale, tandis que d'autres tentent de l'éliminer. Tour à tour recherché et sauvé, impitoyablement liquidé et rematérialisé sur Vénus, la planète exemplaire du monde non-aristotélicien, Gilbert Gosseyn comprend progressivement, aidé en cela par son « cerveau second » à l'origine de pouvoirs exceptionnels qu'il est en réalité l'instrument d'une révolution dans le monde du non-A, tandis que dans le même temps la Terre est sous la menace d'une invasion menée par un empire galactique hostile.
Au fur et à mesure de son enquête, Gosseyn apprend à utiliser les capacités exceptionnelles que lui confère son cerveau hors norme. Il lui faudra alors pénétrer dans la « Machine des jeux », à la fois sanctuaire technique et ordinateur géant mis au point par le fondateur du système non-A, pour comprendre tant les raisons que les enjeux de son aventure.

## Historique de la publication

### Première publication et révisions
Le roman original paraît pour la première fois en tant que série, intitulée « The World of Ā », dans les numéros d'août à octobre 1945 du magazine Astounding Science Fiction édité par John W. Campbell.
En 1948, le roman est publié en édition reliée par l'éditeur Simon & Schuster, puis en 1950 par Grosset & Dunlap. Van Vogt a considérablement révisé et raccourci l'histoire pour la sortie du roman en 1948. Comme la série, les éditions reliées du roman en 1948 (Simon & Schuster) et 1950 (Grosset & Dunlap) étaient intitulées « The World of Ā ».
Par la suite, pour réduire les coûts d'impression, les éditions de poche de 1953 et 1964 parues chez Ace Books étaient intitulées « The World of Null-A », et le symbole « Ā » fut remplacé par « null-A » tout au long du texte.
Dans la traduction en français de Boris Vian parue en 1953, sous le titre « Le Monde des Ã » au Rayon fantastique, le « A » était surmonté d'un tilde.
Pour la révision de 1970, intitulée The World of Null-A, le symbole « Ā » a été remplacé de façon permanente par « null-A » dans tout le texte. Van Vogt a ajouté de brefs nouveaux passages aux chapitres 10, 24 et 35. La révision de 1970 comprend également une nouvelle introduction, dans laquelle van Vogt défend le travail controversé dans son roman, mais admet également que la série originale avait été défectueuse.

### Éditions françaises
- A. E. van Vogt, Le Monde des Ā, traduit de l'américain par Boris Vian, Hachette et Gallimard, coll. « Le Rayon fantastique », 1953.
- A. E. van Vogt, Le Monde du non-A, traduit de l'américain par Boris Vian, OPTA, coll. « Club du livre d'anticipation », no 4, 1966.
- A. E. van Vogt, Le Monde des Ā, traduit de l'américain par Boris Vian, J'ai lu, coll. « Science-fiction », no 362, 1970 (édition définitive), rééditions en 1972, 1973, 1974, 1976, 1980, 1984, 1989, 1992, 2001 (une des meilleures ventes de l'éditeur)[3].
- A. E. van Vogt, Le Monde du Ā, traduit de l'américain par Boris Vian, traduction révisée par Jacques Sadoul, Presses de la Cité, coll. « Omnibus », 1990.

Les éditions non retouchées de 1953 et 1966 ne sont pas explicites. A. E. van Vogt, en remaniant son texte dans les éditions suivantes, diminuera la part d'interprétation du lecteur.
Extrait publié dans :
- A. E. van Vogt, Le Monde des Ā, traduit de l'américain par Boris Vian, Seghers, coll. « Anthologie-jeunesse », no 4, 1966.

### Suites
Le Monde des Ā est suivi en 1956 du roman Les Joueurs du Ā (The Pawns of Null-A, aussi connu comme The Players of Null-A) et, bien plus tard, en 1984 par le troisième et dernier roman de la série, La Fin du Ā (Null-A Three).
En 2008, l'auteur John C. Wright écrit un nouveau chapitre de l'histoire de Gilbert Gosseyn, avec le roman Null-A Continuum, dans le style de van Vogt.

## Accueil

### Critique
Pour l'anthologiste américain Groff Conklin (en), « [Le Monde des Ā] est assurément un des romans de science-fiction les plus passionnants qui aient été écrits, à la fois par sa richesse et sa complexité ».
Le livre a aussi reçu des avis critiques négatifs, notamment dans un article remarqué de l'écrivain et critique américain Damon Knight, intitulé « A.E. Van Vogt, gâcheur cosmique », qui pointait en particulier les incohérences du récit.

### Hommages
Le Monde des Ā est considéré comme un grand classique de la science-fiction dans les ouvrages de références suivants :
- Annick Beguin, Les 100 principaux titres de la science-fiction, Cosmos 2000, 1981 ;
- Jacques Sadoul, Anthologie de la littérature de science-fiction, Ramsay, 1981 ;
- Jacques Goimard et Claude Aziza, Encyclopédie de poche de la science-fiction. Guide de lecture, Presses Pocket, coll. « Science-fiction », no 5237, 1986 ;
- Denis Guiot, La Science-fiction, Massin, coll. « Le monde de… », 1987 ;
- Enquête du Fanzine Carnage mondain auprès de ses lecteurs, 1989 ;
- Lorris Murail, Les Maîtres de la science-fiction, Bordas, coll. « Compacts », 1993 ;
- Stan Barets, Le science-fictionnaire, Denoël, coll. « Présence du futur », 1994.

## Analyse
Le Monde des Ā relève de différents genres : à la fois roman policier, essai philosophique et conte mythique.

### Roman policier
C'est Damon Knight, le critique de ce roman, qui remarque que Le Monde des Ā est construit comme un roman policier. Il pense que van Vogt se condamne en transgressant deux règles de ce genre : « Tous les indices qui seront utilisés pour résoudre le problème doivent être donnés au lecteur à l'avance ; et tous les personnages, si fantastiques que puissent apparaître leurs actes, doivent avoir des motifs plausibles pour agir ainsi ».
En s'appuyant sur un tel raisonnement, il lui est facile de déceler des failles dans le récit. Par exemple, les responsables du Plus Grand Empire veulent détruire le pouvoir terrestre à tout prix, même celui de défier la Ligue galactique, ce qui entraîne une guerre de proportions galactiques. Cependant, sur la Terre même, un « meneur du jeu » (selon l'expression de Knight) s'oppose secrètement à ces visées en manipulant le héros. Selon Knight, il s'agit d'un cinglé puisque Gosseyn devrait tendre à tuer les chefs de bande sur la Terre, ce qu'il ne fait pas. Le faire aurait d'ailleurs brusquement terminé l'histoire.
Jacques Goimard réfute ces attaques dans les numéros 102, 103 et 104 du magazine Fiction. Cette réfutation paraît aussi dans Le Monde du non-A et Les Joueurs du non-A de l'éditeur Opta à l'article Tentative d'interprétation rationnelle. Il reprend la réflexion de Knight, tout en acceptant ses conclusions. Cependant, il ne s'arrête pas en chemin. Selon Jacques Sadoul, le meneur de jeu affirme qu'il a fait des erreurs et qu'il est tel une dame dans un jeu d'échecs cosmique. Pour Knight, cela prouve que le roman est mauvais, mais Sadoul en conclut que l'intrigue sert un troisième personnage et qu'il faut remonter jusqu'à lui. Il s'agit en l'occurrence d'Eldred Crang, le détective Ā. Knight le considère d'ailleurs comme le véritable héros de l'histoire. Si ce personnage est comparé à Robert Hedrock du cycle des marchands d'armes, ses plans commencent à avoir un sens.
Van Vogt a rejeté cette interprétation de Sadoul. Il y a trop d'éléments qui font défaut pour le considérer comme un roman policier, style que van Vogt connaît bien pour en avoir lu plusieurs étant plus jeune. Ce n'est pas un thriller, car le héros ne rend pas coup pour coup. Il y a aussi un désir de ramener l'intrigue à un roman policier à énigme, façon Agatha Christie, ce que van Vogt juge plutôt réducteur. Ce qui apparaît, c'est plutôt le Los Angeles tel que vu par l'auteur : lumière de la Cité des jeux, douce température de Vénus, etc.
Il semble qu'il faille plutôt s'orienter vers l'atmosphère qui se dégage. Le héros ne sait pas d'où il vient, il est le plus souvent seul, la Machine des jeux est indifférente à son sort, etc. Ce sont plutôt les indices d'un monde schizophrénique.

### Roman mythique
À plus d'une reprise, des athées accusent van Vogt d'être un esprit de nature religieuse, alors qu'il est athée. Le Monde des Ā lui vaut des critiques plus musclées : en s'appuyant sur les écrits d'Alfred Korzybski, il aurait versé dans la métaphysique. Cependant, les critiques oublient que la science-fiction est souvent spéculative et tente moins de trouver la vérité que des questionnements originaux et plausibles.
Dès lors, quoi de plus naturel que de penser que Gosseyn naît le cerveau vide ? Le prochain pas, pour lui, est de trouver qui il est. Il fait une quête du sens de sa vie : « Il faut que je sache qui je suis » (chapitre 4). Celle-ci est suivie de sa mort, puis de sa résurrection. Il s'agit d'un processus initiatique courant dans plus d'une religion, tout comme dans différentes mythologies. Cette renaissance est d'ailleurs un choc à la fois pour le lecteur et pour Gosseyn.
Qui ramène Gosseyn à la vie ? Nul ne le sait, mais un tel personnage est certainement très puissant, l'égal d'un dieu. Van Vogt donne une réponse inattendue au dernier chapitre, où Gosseyn discute avec un mort. C'est là que ce dernier découvre son créateur, un homme qui lui ressemble étrangement. Gosseyn est donc son propre créateur. Cette découverte complète sa quête de sens.

## La sémantique générale
Van Vogt voue à l'époque où il écrit ce roman une admiration sans réserve à la sémantique générale énoncée par Alfred Korzybski, qu'il a découverte lorsqu'il s'est établi à Los Angeles en 1944. Il passe beaucoup de temps à la maîtriser, ce qui paraît dans la suite de ce roman : les Joueurs du Ā, où des épigraphes soulignent les points saillants de son mémoire de recherche.
La sémantique générale dérive du nominalisme anglais. Affirmer que les enfants et les adultes immatures identifient, c'est dire qu'ils confondent les objets (toujours singuliers) et leur représentation (qui relèvent d'une abstraction et très souvent d'une généralisation, lesquelles sont le fait de l'esprit et y demeurent). Dire que la carte n'est pas le territoire, c'est rappeler que la représentation se distingue du monde qu'elle décrit. Le vrai savant sait que son savoir n'est pas total.
La philosophie analytique anglo-saxonne, fondée par Bertrand Russell et George Edward Moore autour de 1900, est la source du savoir de Korzybski. Elle attire Wittgenstein, tout comme plusieurs penseurs européens qui migrent aux États-Unis pendant les années 1930 pour fuir la menace nazie.
Plusieurs logiciens considèrent alors que la vocation du langage est de décrire le monde d'une façon claire. Certains (par exemple, Russell et Carnap) estiment que l'on ne peut y arriver que par la rigueur du langage mathématique, bien que Russell finisse par admettre qu'« un énoncé peut être précis ou clair, mais [qu']on ne peut pas toujours conjuguer les deux ». Wittgenstein et Moore sont donc plus accommodants : ils acceptent que des phrases ordinaires puissent effectuer le travail, sous réserve de « lutter contre l'ensorcellement du langage » selon Moore.
Plus d'un auteur de science-fiction avait certainement entendu parler des travaux de ces universitaires, sans toutefois lire leurs écrits ardus. Cette situation les incitait peut-être à faire un parallèle avec la nature de leur travail : comment parler au commun des mortels de choses inconnues à l'aide d'un langage connu ? C'est alors que Korzybski apparaît et fait quelque chose que ces universitaires, hormis Russell dans ses Essais sceptiques, n'ont pas toujours tenté : il vulgarise.
Ingénieur de formation, il a étudié les écrits du logicien Jan Łukasiewicz. Armé de ce bagage, il émigre lui aussi aux États-Unis et s'initie à la pathologie mentale sous la conduite de William Alanson White (en) de 1924 à 1926. C'est peu après qu'il crée cette curiosité : la sémantique générale.
Par analogie avec la Relativité restreinte - non-newtonienne - et la générale - non-euclidienne - il cherche à définir une logique à son tour non-aristotélicienne renonçant par exemple au principe d'identité. On doit constamment éviter de confondre le mot et la chose : le mot « pommier » ne donne évidemment pas de pommes, le mot « chien » n'aboie pas. Daniel Dennett le résumera beaucoup plus tard en disant : « L'amour n'est pas juste un mot : vous ne trouverez pas l'amour dans un dictionnaire ! C'est « amour » (avec des guillemets !) qui est juste un mot ».
Cette confusion du signifiant et du signifié due à une identification abusive cause selon lui la névrose. Si une personne ment une fois, doit-on lui accoler l'épithète de menteuse pour le reste de sa vie ? L'Institut de Sémantique générale, fondé en 1938, veut guérir ces névroses en éliminant l'identification systématique chez les patients, leur permettant de réagir intellectuellement au sens des phrases sans s'arrêter émotionnellement au signal des mots. 
Les auteurs du magazine Astounding Stories en discutent entre eux, sans doute à l'instigation de l'éditeur John W. Campbell, friand de ces nouveautés. Par exemple, Robert A. Heinlein propose à Campbell un monde futur dont cette guérison des névroses par la sémantique générale sera le thème. Van Vogt s'empare du thème en premier : dans la Faune de l'espace, publié en 1939, il imagine une science intégratrice, le nexialisme, qui crée des Humains plus forts et plus intelligents. Le Ā, grâce aux écrits de Korzybski, est la version ordonnée du nexialisme. Par son refus de considérer des causes uniques et en remplaçant la brutale causalité par une simple influence combinée et graduelle de facteurs (« il n'y a pas de noir et de blanc en moi : tout est en nuances de gris », explique le héros), ce non-A possède plus d'une analogie avec l'inférence bayésienne.
Dans le roman, la présence de la sémantique générale est constante, tant dans le récit que dans le discours. Elle guérit les malades mentaux qui pourront dès lors aller sur Vénus, l'utopie anarchiste où tous agissent de façon responsable. Cette attitude leur permet de devenir des surhommes. Par exemple les armées extraterrestres débarquent sur la planète qui, de conquise, devient victorieuse, les Vénusiens Ā s'étant spontanément formés en milice et attaquant des armées supérieures en nombre et en technologie.

## Postérité
Ce roman fait partie de ceux qui ont popularisé la science-fiction américaine en France ; à ce titre, il est régulièrement cité comme une influence par de nombreux lecteurs.[réf. souhaitée]
Le titre du roman de l'écrivain français Michel Houellebecq, La Carte et le Territoire s'inspire de la phrase la plus connue d'Alfred Korzybski, « La carte n'est pas le territoire », que Houellebecq a connue par la lecture des romans de van Vogt, ce dernier réutilisant cette phrase plusieurs fois dans son roman.
L'ouvrage est également mentionné par l'homme politique français Jean-Luc Mélenchon comme étant celui qui lui a fait découvrir la science-fiction, par la suite devenue un de ses genres favoris.